# ビッカース ウィンザー
ビッカース ウィンザー
ビッカース ウィンザー
- 用途：爆撃機
- 製造者：ビッカース社
- 運用者： イギリス（イギリス空軍）
- 初飛行：1943年10月23日
- 生産数：3機
- 運用状況：生産中止

ビッカース ウィンザー（Vickers Windsor）は、第二次世界大戦末期にイギリス空軍向けにビッカース社で試作された爆撃機である。ビッカース社独特の大圏構造の胴体と翼を持つ4発重爆撃機だったが、第二次世界大戦の終結により試作のみで終わった。

## 概要
ビッカース社が大圏構造を持つ4発重爆撃機として開発したのがウィンザーで、試作第1号機は1943年10月に初飛行した。ウィンザーは、当時のイギリス機としては直線的な外形をしており、主翼と尾翼はアスペクト比の大きな楕円翼を採用していた。主脚は4本あり、各エンジンナセルにそれぞれ格納した。特徴的だったのは後方の防御武装で、胴体尾部に射手席が設けられていたが、機関砲は両外側エンジンナセル後端に装備され、射手はこれらを遠隔操作するようになっていた。
試作1号機はロールスロイス・マーリン65エンジンを搭載していたが、テスト中の1944年に事故により破損してしまった。その後完成した2号機と3号機にはマーリン85エンジンを搭載した（3号機にはマーリン100エンジンを搭載したという説もある）。テストの結果1945年に300機の生産発注が行われたが、生産準備中に終戦となったため発注はキャンセルされた。終戦時は試作4号機が製作中であった。

## スペック
- 全長：23.43 m
- 全幅：35.71 m
- 全高：7.01 m
- 全備重量：24,495 kg
- エンジン：ロールスロイス・マーリン65 1,635 hp × 4
- 最大速度：510 km/h
- 実用上限高度：8,300 m
- 航続距離：4,660 km
- 武装
  - 爆弾 3,630 kg
  - 20 mm機関砲 × 4
- 乗員 4名